# بادي هايز
بادي هايز (بالإنجليزية: Buddy Hayes)‏ (27 أبريل 1926 - 27 نوفمبر 1990 برفير في الولايات المتحدة) هو ملاكم أمريكي.

## روابط خارجية
- بادي هايز على موقع بوكس ريك (الإنجليزية) (registration required)